# Carme Junyent i Figueras
Maria Carme Junyent i Figueras (Masquefa, 4 februari 1955 – 3 september 2023) was een Catalaanse taalkundige en hoogleraar, gespecialiseerd in sociolinguïstiek, Afrikaanse talen, minderheidstalen en het taalgebruik bij immigranten in het hedendaagse Catalonië.

## Loopbaan
Als twaalfjarige had Carme Junyent al interesse voor vreemde talen die voor haar exotisch klonken. Ze leerde stiekem Russisch, een nogal gewaagde onderneming in het franquistisiche Spanje van 1967. Toen de nonnen van het internaat het ontdekten wist ze zich eruit te redden met een verhaal dat ze missionaris wilde worden om de Russische communisten te bekeren.
Na haar master heeft ze zich verder gespecialiseerd aan de universiteit van Marburg, de universiteit van Keulen en de universiteit van Californië. Ze heeft in 1992 gedoctoreerd in de filologie met een thesis over de classificatie van de Afrikaanse talen. In hetzelfde jaar richtte ze de Studiegroep Bedreigde Talen (GELA, volgens de Catalaanse afkorting) op.
In 2020 werd haar boek [vertaald] De toekomst van het Catalaans hangt van jou af een bestseller. Daarin beschrijft ze het fenomeen dat Catalanen bijna automatisch overschakelen op een andere taal (Spaans of Engels) als ze met een onbekende in contact komen. Een combinatie van vriendelijkheid (dodelijk voor de taal) en minderwaardigheidscomplex. In reactie op dit boek is de maatschappelijke beweging Mantinc el català ontstaan.
Samen met een zeventigtal vrouwelijke collega's publiceerde Junyent in 2021 een verzameling essays en pamfletten onder de titel [vertaald] We zijn vrouwen, we zijn taalkundigen, we zijn met velen en we zeggen ‘genoeg’. Daarin reageerde ze tegen de mode van de zogenaamde genderneutrale, politiek correcte taal. Ze verdedigt de these dat niet de taal of het woordgeslacht de oorzaak van de discriminatie en onderdrukking van de vrouwen is. Al in 1977, toen ze swahili studeerde, een taal met zestien geslachten (waarbij mannen en vrouwen hetzelfde grammaticale geslacht hebben) kwam ze tot die conclusie: “Als de onderdrukking van vrouwen even groot is in een totaal anders gestructureerde taal, dan kan de grammatica daarvan niet de oorzaak zijn”.
Haar laatste grote strijd, was het gevecht om in haar laatste dagen te kunnen sterven omringd door verzorgend personeel dat haar moedertaal verstond, zoals ze in haar postume colom “Morir-se en català” (Sterven in het Catalaans) in de krant VilaWeb als geestelijk testament verwoord heeft.

## Erkenning
- In 2019 kreeg ze het ereteken Creu de Sant Jordi, de grootste onderscheiding van de Generalitat de Catalunya «voor haar werk en verdediging van taalkundige diversiteit in Catalonië en in de wereld»[12]